# Myosotis azorica
Myosotis azorica là loài thực vật có hoa trong họ Mồ hôi. Loài này được H.C. Watson mô tả khoa học đầu tiên năm 1844.